# Імуностимулятор
Імуностимуля́тори — речовини, що стимулюють неспецифічну резистентність організму (НРО) і імунітет (гуморальні і клітинні імунні реакції). У літературі термін «імуномодулятор» часто використовується як синонім терміна «імуностимулятор».

## Класифікація

### Імуностимулятори природного походження
Активуючі чинники неспецифічної резистентності організму і деякі показники системи імунітету: продігіозан, пірогенал, вакцина БЦЖ, деринат (дезоксирибонуклеінат натрію), піцибаніл, крестин, лентінан, бронховаксон, біостим, імудон, лізоцим, лікопід, паспат, рибомуніл, тонзілгон, ехінацин рідкий, ехінабене, ехінацея композітум С.

### Пептидні ендогенні стимулятори імунітету
- Засоби, що підвищують переважно функцію Т-лімфоцитів: (препарати тімуса): тімалін, тімоген, тімотропін, Т-актівін (тактівін), берофор, тімостімулін (ТП-1 сероно), тімоптін, вілозен.
- Фармакологічні препарати, що підвищують переважно функцію В-лімфоцитів: препарати селезінки, кісткового мозку (мієлопід) імуноглобулін сандоглобулін.
- Препарати, що збільшують функцію лімфоцитів (Т-, в-кліток, природних клітин убивць): цитокіни (інтерферони і інтерлейкіни): веллферон, інтрон А, ребіф, Роферон-а, ферон, егіферон, бронхо-мунал.

### Синтетичні імуностимулятори
Лікопід, левамізол(декаріс),  метилурацил, беметил, дибазол, імунофан, циклоферон, поліоксидоній, глутоксим, пролейкін, галавіт, натрію берлопентин, полудан, арбідол, леакадін, молграмастин, підотимод.

### Інші
До інших імуностимуляторів можна віднести, певні групи вітамінів та мікроелементів, що беруть участь у імунних реакціях: зокрема аскорбінова кислота (вітамін С), рутин (вітамін Р), цинк (Zn) та ін. Доведено позитивний вплив на імунітет людини пробіотиків, оскільки близько 70 % імунної системи зосереджено у кишці у вигляді «пейєрових бляшок». На фармацевтичному ринкові існує ряд препаратів на основі вітамінів та мікроелементів для зміцнення імунітету: Імуновіт, Аскорутин та ін. Представлені також комбіновані препарати, що містять як вітаміни, мінерали так і пробіотики: БІОН 3.
| Таблетки | Це незавершена стаття з фармакології. Ви можете допомогти проєкту, виправивши або дописавши її. |